# 塞闊雅縣 (奧克拉荷馬州)
塞闊雅縣（英語：Sequoyah County）是美国奧克拉荷馬州東部的一個郡，東鄰阿肯色州，面積1,852平方公里。根據2020年美國人口普查，本縣共有人口39,281人。本縣縣治為薩利索。本縣是史密斯堡都會區的一部份。

## 歷史

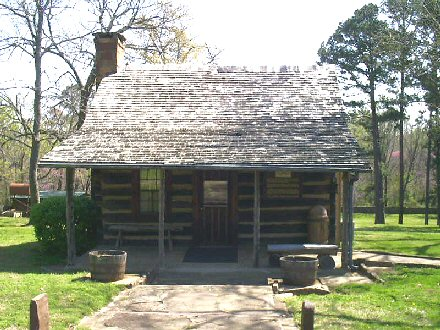
塞闊雅小屋，攝於2004年

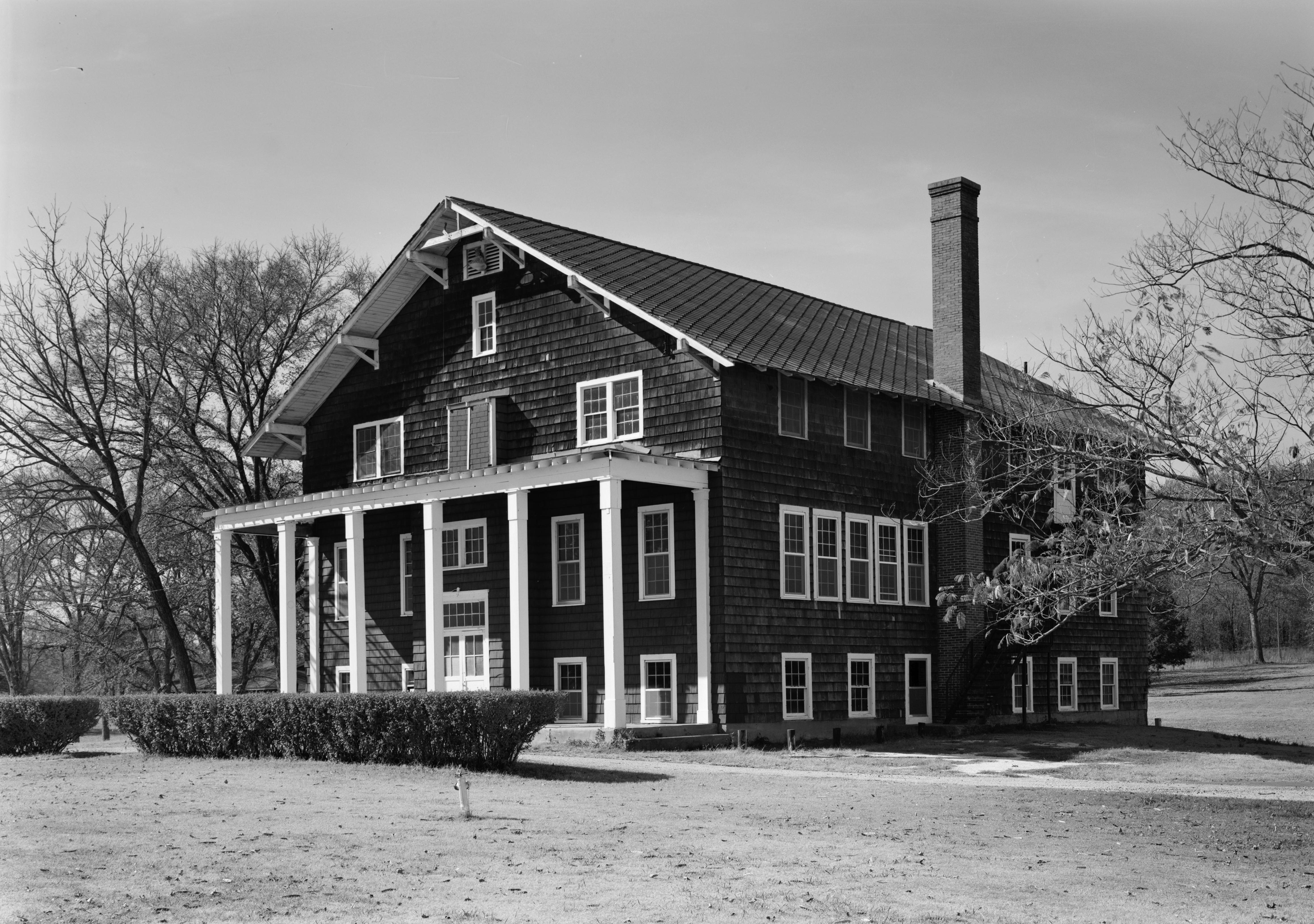
德懷特修道院，攝於1979年10月

本縣內考古遺址的歷史能追溯至古風時期（公元前6000年至公元1年）。而有小部份遺址的歷史則能追溯至較近期的平原村莊期（公元1000年至公元1500年）。
於1700年代，法國商販成為了首批到達這一帶的歐洲人，而法國就在不久佔領此地。但是，西班牙延至1800年才停止宣稱擁有此地。於1803年，美國與法國達成路易斯安那購地案，法國將包含這一帶在內的一大片土地售予美國。
在1816年前，印第安部落歐塞奇族都是這一帶的主要居民。但在1816年，來自西方的卻洛奇族人遷進這一帶，成為另一批主要居民。於1829年，阿肯色州的卻洛奇族人又被遷移至這一帶。
新成立的卻洛奇國將塔赫倫塔斯基（Tahlonteeskee，今戈爾附近）定為首都。於1939年，塔勒夸（Talequah）成為了新首都。
本縣於1907年11月16日成立，縣名來自切羅基文字的發明者塞闊雅。

## 地理
根據2000年人口普查，塞闊雅縣的總面積為715平方英里（1,850平方），其中有674平方英里（1,750平方），即94.26%為陸地；41平方英里（110平方），即5.74%為水域。本縣的北部主要是歐薩克高原（Ozark Plateau），南部主要是沃希托山脈，而西北部則主要是庫克森丘陵。本縣的南方邊界是由阿肯色河組成。

### 毗鄰縣
- 奧克拉荷馬州 利福勒縣：南方
- 奧克拉荷馬州 哈斯克爾縣：西南方
- 奧克拉荷馬州 馬斯科吉縣：西方
- 奧克拉荷馬州 切羅基縣：北方
- 奧克拉荷馬州 亞代爾縣：北方
- 阿肯色州 克勞福德縣：東方
- 阿肯色州 锡巴斯琴县：東南方

### 國家保護區
- 史密斯堡國家歷史遺址（英语：Fort Smith National Historic Site）（部分）
- 塞闊亞國家野生動物保護區（英语：Sequoyah National Wildlife Refuge）（部分）

### 州立公園
- 滕基勒州立公園（英语：Tenkiller State Park）

## 人口
| 调查年                                | 人口   | 备注 | %±     |
| ------------------------------------- | ------ | ---- | ------ |
| 1910                                  | 25,005 |      | —      |
| 1920                                  | 26,786 |      | 7.1%   |
| 1930                                  | 19,505 |      | −27.2% |
| 1940                                  | 23,138 |      | 18.6%  |
| 1950                                  | 19,773 |      | −14.5% |
| 1960                                  | 18,001 |      | −9.0%  |
| 1970                                  | 23,370 |      | 29.8%  |
| 1980                                  | 30,749 |      | 31.6%  |
| 1990                                  | 33,828 |      | 10.0%  |
| 2000                                  | 38,972 |      | 15.2%  |
| 2010                                  | 42,391 |      | 8.8%   |
| 2012年估计                            | 41,398 |      | −2.3%  |
| 美國十年一度的人口普查 2012年人口估計 |        |      |        |

塞闊雅縣的人口金字塔

根據2000年人口普查，塞闊雅縣擁有38,972居民、14,761住戶和10,982家庭。其人口密度為每平方英里58居民（每平方公里22居民）。本縣擁有16,940間房屋单位，其密度為每平方英里25間（每平方公里10間）。而人口是由68.12%白人、1.86%黑人、19.64%原住民、0.22%亞洲人、0.03%太平洋岛民、0.74%其他種族和9.39%混血构成。而西班牙裔或拉丁美洲人佔了人口2.03%。95.8%人口的母語為英语、2.1%為切羅基語、以及1.7%為西班牙语。
在14,761住户中，有34.2%擁有一個或以上的兒童（18歲以下）、58.2%為夫妻、11.9%為單親家庭、25.6%為非家庭、22.4%為獨居、10.2%住戶有同居長者。平均每戶有2.61人，而平均每個家庭則有3.05人。在38,972居民中，有27.4%為18歲以下、8.2%為18至24歲、26.9%為25至44歲、24%為45至64歲以及13.5%為65歲以上。人口的年齡中位數為36歲，女子對男子的性別比為100：97.3。成年人的性別比則為100：92.5。
本縣的住戶收入中位數為$27,615，而家庭收入中位數則為$32,673。男性的收入中位數為$26,613，而女性的收入中位數則為$19,751，人均收入為$13,405。約16.1%家庭和19.8%人口在貧窮線以下，包括24.8%兒童（18歲以下）及18.1%長者（65歲以上）。

## 外部連結
- Encyclopedia of Oklahoma History and Culture - Sequoyah County
- Oklahoma Digital Maps: Digital Collections of Oklahoma and Indian Territory